# Jouancy
Jouancy è un comune francese di 27 abitanti situato nel dipartimento della Yonne nella regione della Borgogna-Franca Contea.

## Società

### Evoluzione demografica
Nell 2009 gli abitanti erano 36.
Abitanti censiti